# Odontopera bidentaria
Odontopera bidentaria là một loài bướm đêm trong họ Geometridae.